# Lidové noviny
Lidové noviny (El diari de les Persones) és un diari publicat a Praga, la República Txeca. És el diari txec més antic. És un diari nacional que fa notícies polítiques, econòmiques, culturals i científiques, considerat de centredreta, de tendència conservadora. Sovint incorpora comentaris i opinions de personalitats prominents de la República Txeca i de l'estranger
Entre els col·laboradors i editors del diari hi havia Karel Čapek, Josef Čapek, Richard Weiner, Eduard Baix, Karel Poláček, Rudolf Těsnohlídek, Jiří Mahen, Jan Drda, Václav Řezáč i els presidents Tomáš Garrigue Masaryk i Edvard Beneš.